# Venator judyrainbirdae
Espèce
Venator judyrainbirdae est une espèce d'araignées aranéomorphes de la famille des Lycosidae.

## Distribution
Cette espèce est endémique de Tasmanie en Australie. Elle se rencontre vers Beechford.

## Description
Le mâle holotype mesure 9,2 mm.

## Étymologie
Cette espèce est nommée en l'honneur de Judy Rainbird.

## Publication originale
- Framenau & Douglas, 2023 : « The first species in the wolf spider genus Venator from Tasmania (Araneae, Lycosidae). » Australian Journal of Taxonomy, vol. 28, p. 1-5.